# Veratrum lobelianum
Espèce
Classification APG III (2009)

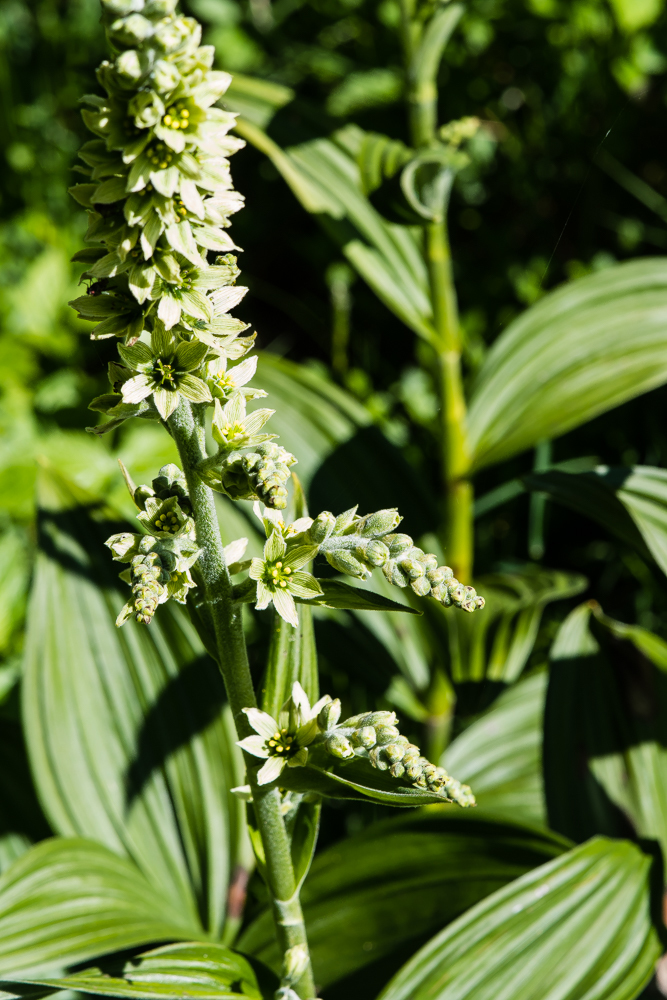
Veratrum lobelianum

Veratrum lobelianum, le Vératre de Lobel, est une espèce de plante herbacée de la famille des Mélanthiacées.